# Львовский молодёжный театр имени Леся Курбаса
Льво́вский академический теа́тр им. Ле́ся Ку́рбаса — театр во Львове (Украина) под руководством Владимира Кучинского

## Здание театра
Авторами проекта здания театра-варьете были З. Федорский и С. Мацудзинский. Сооружение выдержано в стиле модернизированного историзма начала XX века. Здание выполнено из кирпича, пятиэтажное, покрыто черепицей. На уровне третьего этажа фасадная стена расчленена полуколоннами, которые опираются на консоли, а завершаются готическими башенками и скульптурами химер. В композиции фасада преобладают вертикальные акценты, дополненные горизонталями карнизов и тяг, которые делят фасад на ярусы. Окна имеют прямоугольную или стрельчато-арочную форму. Над центральным входом, ведущим в театральное фойе, нависает широкий балкон; боковой вход ведёт на верхние этажи. Фасад здания декорирован в стилистике сецессии и готики.

## Театр имени Курбаса
Основан в 1988 году режиссёром Владимиром Кучинским и группой молодых актёров. Театр ставил «Благодарный Еродий» по Григорию Сковороде, «Между двух сил» по Владимиру Винниченко, «Забавы для Фауста» по текстам романа Фёдора Достоевского «Преступление и наказание», «Апокрифы» по Лесе Украинке.
В 1989 году коллектив Львовского молодёжного театра удостоен премии Василия Стуса.
Театр участвует во многих международных и всеукраинских театральных фестивалях. Спектакль «В ожидании Годо» по Самюэлю Беккету получил Гран-при на II Молодёжном театральном форуме в Белоруссии в 2007 году.

## Репертуар

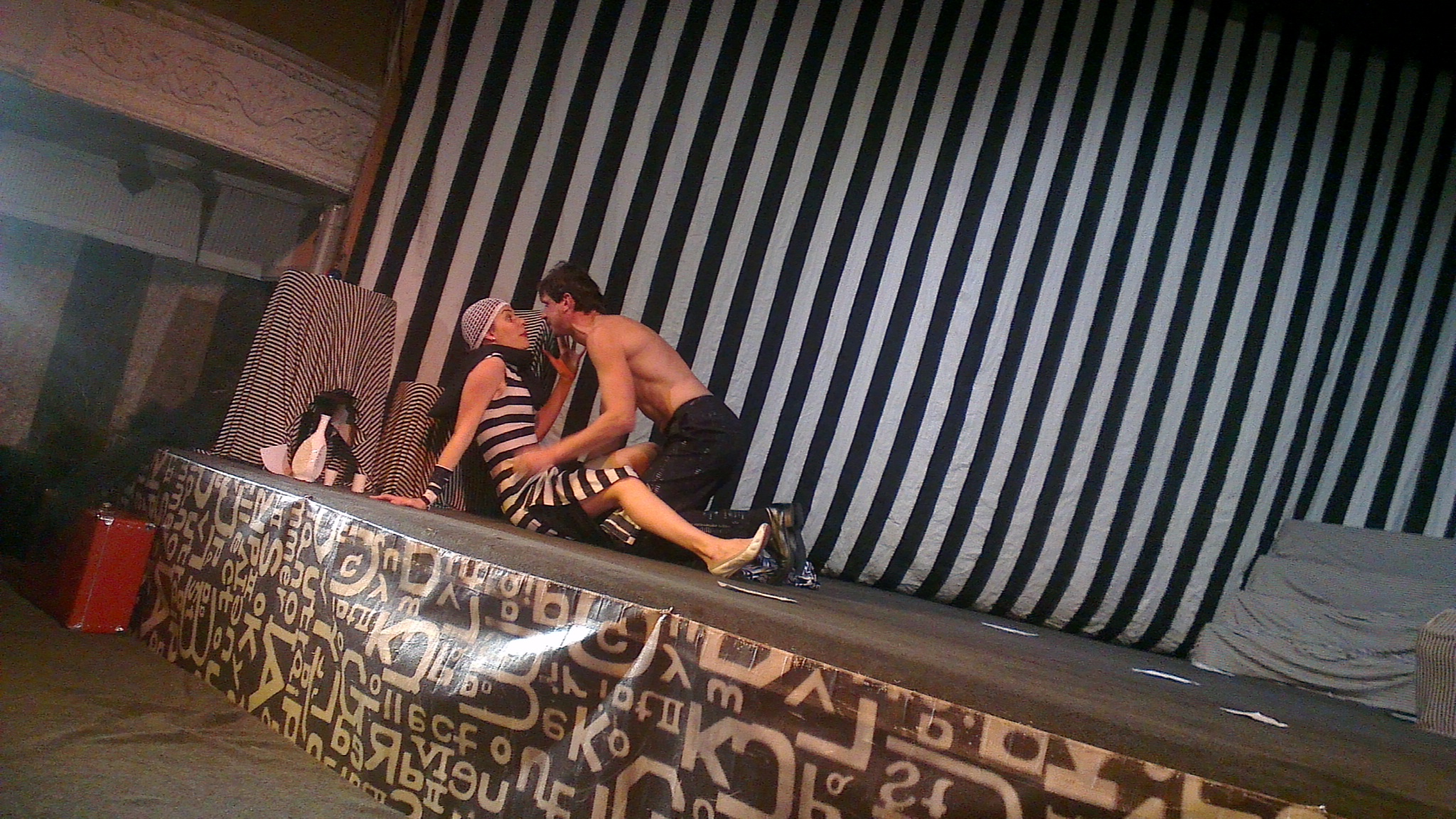
Сцена из спектакля «Амнезия, или Малые супружеские преступления»

- 1988 — «Сад нетающих скульптур» Л. Костенко, реж. Владимир Кучинский
- 1988 — «Двор Генриха III» А. Дюма, реж. Владимир Кучинский
- 1988 — «Закон» В. Винниченко, реж. Владимир Кучинский
- 1989 — «На поле крови» Л. Украинки, реж. Владимир Кучинский
- 1990 — «Иоганна, женщина Хусова» Л. Украинки, реж. Владимир Кучинский
- 1990 — «Между двух сил» В. Винниченко, реж. Владимир Кучинский
- 1991 — «Сны» Ф. Достоевского, реж. Владимир Кучинский
- 1992 — «Иллюзии» Ф. Достоевского, реж. Владимир Кучинский
- 1993, 1 апреля — «Благодарный Эродий» Г. Сковороды, реж. Владимир Кучинский
- 1994 — «Забавы для Фауста», по роману «Преступление и наказание» Ф. Достоевского
- 1995 — «Апокрифы», по драматическим произведениям Л. Украинки, реж. Владимир Кучинский
- 1996 — «Садок вишнёвый» А. Чехова, реж. Владимир Кучинский
- 1996 — «Сон» Т. Шевченко, реж. Владимир Кучинский
- 2001 — «Марко Проклятый, или Восточная легенда» по поэзии В. Стуса, реж. Владимир Кучинский
- 2002 — «Каменный властелин» Л. Украинки
- 2003 — «Богдан» Клима, реж. Владимир Кучинский
- 2004 — «Театр иллюзий» по пьесе «Как прежде, но лучше, чем прежде» Л. Пиранделло
- 2004 — «Наркис» Г. Сковороды, реж. Владимир Кучинский
- 2005 — «Танец иллюзий» Л. Пиранделло
- 2006 — «В ожидании Годо» С. Беккета, реж. Алексей Кравчук
- 2006 — «Ma-Na Hat-Ta (Небесна Земля)» по пьесе «Добрый бог с Манхэттена» И.Бахман, реж. Владимир Кучинский
- 2006 — «Банкет» по «Пиру» Платона, реж. Владимир Кучинский
- 2008 — «Амнезия, или Малые супружеские преступления» Э. Шмитта, реж. Владимир Кучинский
- 2009 — «Формула Экстази» поэтическая инсталляция по поэзии Богдана-Игоря Антонича, реж. Владимир Кучинский
- 2010 — «Между двух сил» В. Винниченко, реж. Владимир Кучинский
- 2010 — «Король Лир» У. Шекспира, реж. Овлякули Ходжакули
- 2012 — «Театр преступления» Жака Моклера, реж. Николай Берёза
- 2013, 25 января — «Так говорил Заратустра» Ф. Ницше, реж. Владимир Кучинский
- «Лесная песня» Л. Украинки, реж. Андрей Приходько

## Расположение
- Адрес: Львов, ул. Леся Курбаса, 3, в здании бывшего театра-варьете постройки 1909 года